# Quintana del Castillo
Quintana del Castillo és un municipi de la província de Lleó, a la comunitat autònoma de Castella i Lleó. Està format pels nuclis de:
- Abano
- Castro de Cepeda
- Donillas
- Escuredo
- Ferreras
- Morriondo
- Palaciosmil
- Quintana del Castillo
- Riofrio
- San Feliz de las Lavanderas
- La Veguellina
- Villameca
- Villarmeriel

## Demografia
| 1991 | 1996 | 2001 | 2004 |
| ---- | ---- | ---- | ---- |
| 1380 | 1185 | 1073 | 1043 |